# Associazione Calcio Prato
A Associazione Calcio Prato é um clube de futebol da cidade de Prato, na Itália. Atualmente disputa a Serie C do Campeonato Italiano. A equipe manda seus jogos no estádio Lungobisenzio, e suas cores predominantes são o branco e o azul.